# 大内青圃
大内 青圃（おおうち せいほ、1898年12月12日 - 1981年2月21日）は、日本の仏師、彫刻家、日本芸術院会員。本名は正。兄は洋画家の大内青坡。
仏教学者大内青巒の子として東京府麻布区に生まれる。
1922年、東京美術学校彫刻科卒業。在学中は、高村光雲に木彫を学び、水谷鉄也に塑造を学んだ。1927年、日本美術院同人。1936年以降は、帝展や文展に出品し、戦後は日展や院展を中心に出品した。ただし、日展が社団法人になった後は出品していない。
1958年、日本美術院評議員。1960年、院展で文部大臣賞受賞。1963年、日本芸術院賞受賞。1969年、日本芸術院会員。1971年、勲三等瑞宝章受章。